# Argobba
Argobba – grupa etniczna w Etiopii, zamieszkująca wschodnią część Wyżyny Abisyńskiej. Ich populację szacuje się na 192 tys.
Tradycyjnie posługują się językiem argobba, należącym do rodziny języków semickich. W zdecydowanej większości wyznają islam. 
Największe grupy zamieszkują w regionach Amhara, Oromia i Afar.
Nazwa Argobba jest związana z historycznym pochodzeniem i osadnictwem tej grupy. Pochodzi z amharskiego zwrotu „Arab gebba”, co oznacza „przybyli Arabowie“.
Argobba zajmują się przede wszystkim rolnictwem, tkactwem i handlem.